# Saurita melanifera
Saurita melanifera là một loài bướm đêm thuộc phân họ Arctiinae. Loài này được William James Kaye mô tả năm 1911. Loài này có ở Brasil.